# Abbeyville
Abbeyville est une bourgade non constituée en municipalité située dans le comté de Gunnison, Colorado, aux États-Unis.

## Histoire
Abbeyville  est un camp minier à proximité de la mine Gold Cup, qui est découverte vers 1880. Le camp s'est développé autour d'une fonderie qui est construite sur le site en 1881. Un bureau de poste est établi à Abbeyville en 1882 et est resté en activité jusqu'en 1884. En 1887, le SS Sutton  est le dernier habitant d'Abbeyville.

## Géographie
Abbeyville est situé à38°46′39″N 106°29′32″W / 38.77750°N 106.49222°W
(38,4614,-106,2924).

## Climat
Selon le système de classification climatique de Köppen, Abbeyville a un climat subarctique, abrégé « Dfc » sur les cartes climatiques. La température la plus chaude enregistrée le 15 juillet 1942 est de 30°C, alors que la température la plus froide enregistrée le 1er février 1985 est de -51.1°C. La station météorologique la plus proche se trouve à proximité du réservoir de Taylor Park, d'où proviennent les données climatiques.